# William Morris Hunt
William Morris Hunt (Brattleboro, 31 de março de 1824 – Nova Hampshire, 8 de setembro de 1879) foi um pintor norte-americano. 

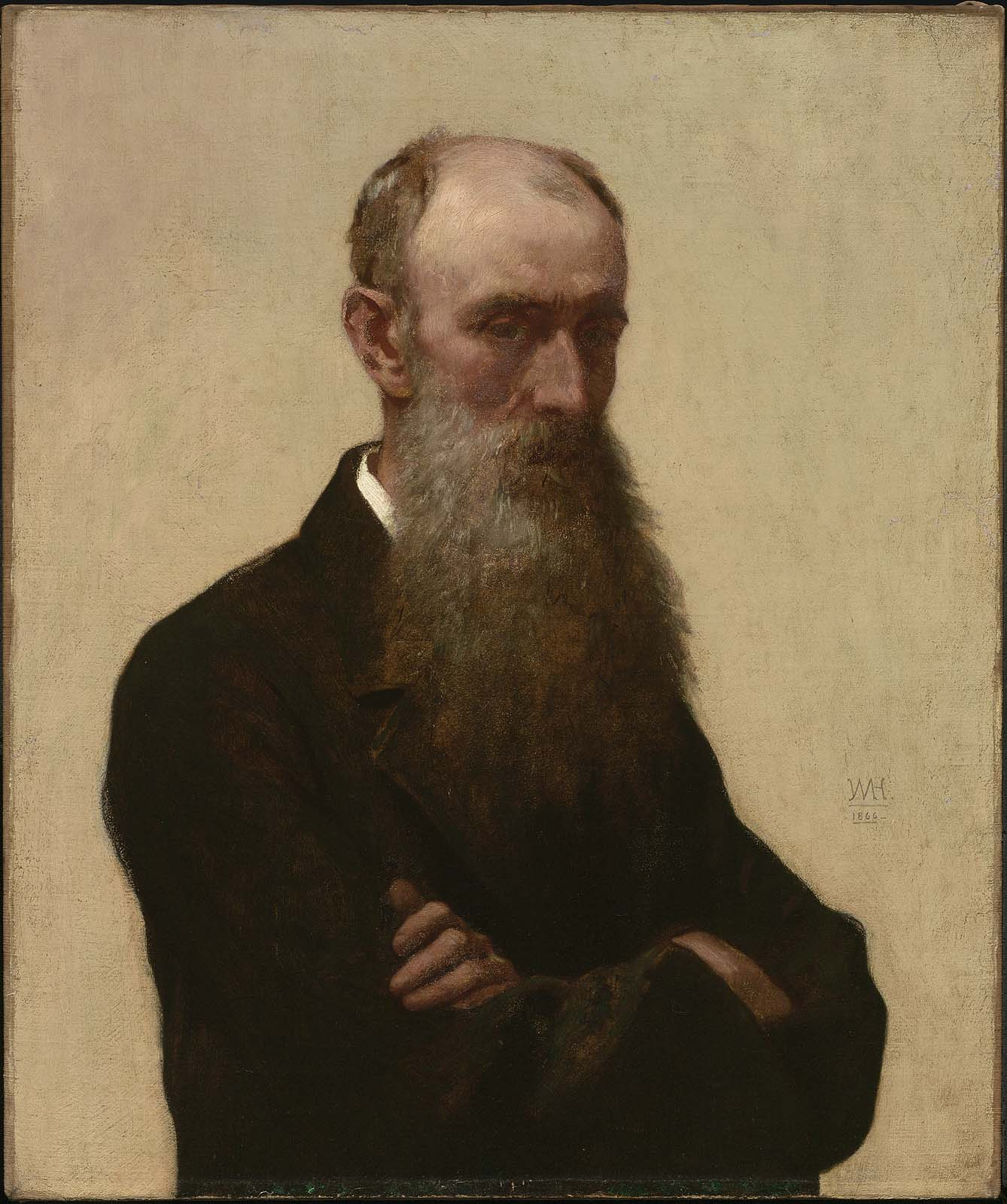
Autorretrato de William Morris Hunt, datado de 1866

## Vida
Nascido na família política Hunt de Vermont, ele treinou em Paris com o realista Jean-François Millet e estudou com ele na colônia de artistas de Barbizon, antes de fundar um grupo semelhante em seu retorno à América. Tornou-se o principal retratista e paisagista de Boston, trabalhando também como litógrafo e escultor. Em 1871 foi eleito para a Academia Nacional de Design como Acadêmico Associado. Muitas de suas obras foram destruídas no Grande Incêndio de Boston de 1872. Outro desastre foi a deterioração dos painéis de pedra no Capitólio do Estado em Albany, Nova York, nos quais vários de seus murais foram pintados. Acredita-se que isso tenha levado à sua depressão e ao suicídio presumido.

## Galeria

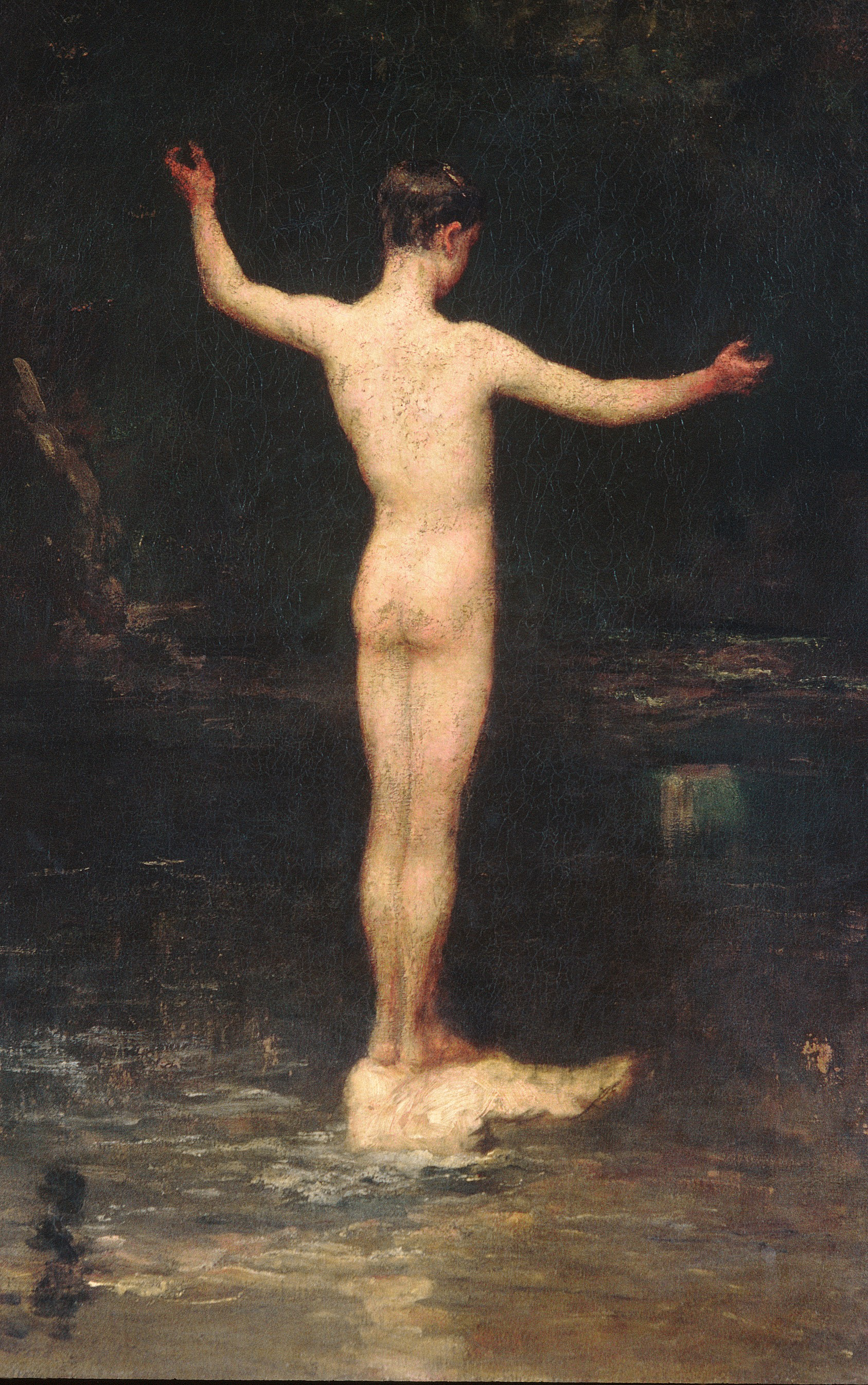
Os Banhistas, 1877,  The Metropolitan Museum of Art
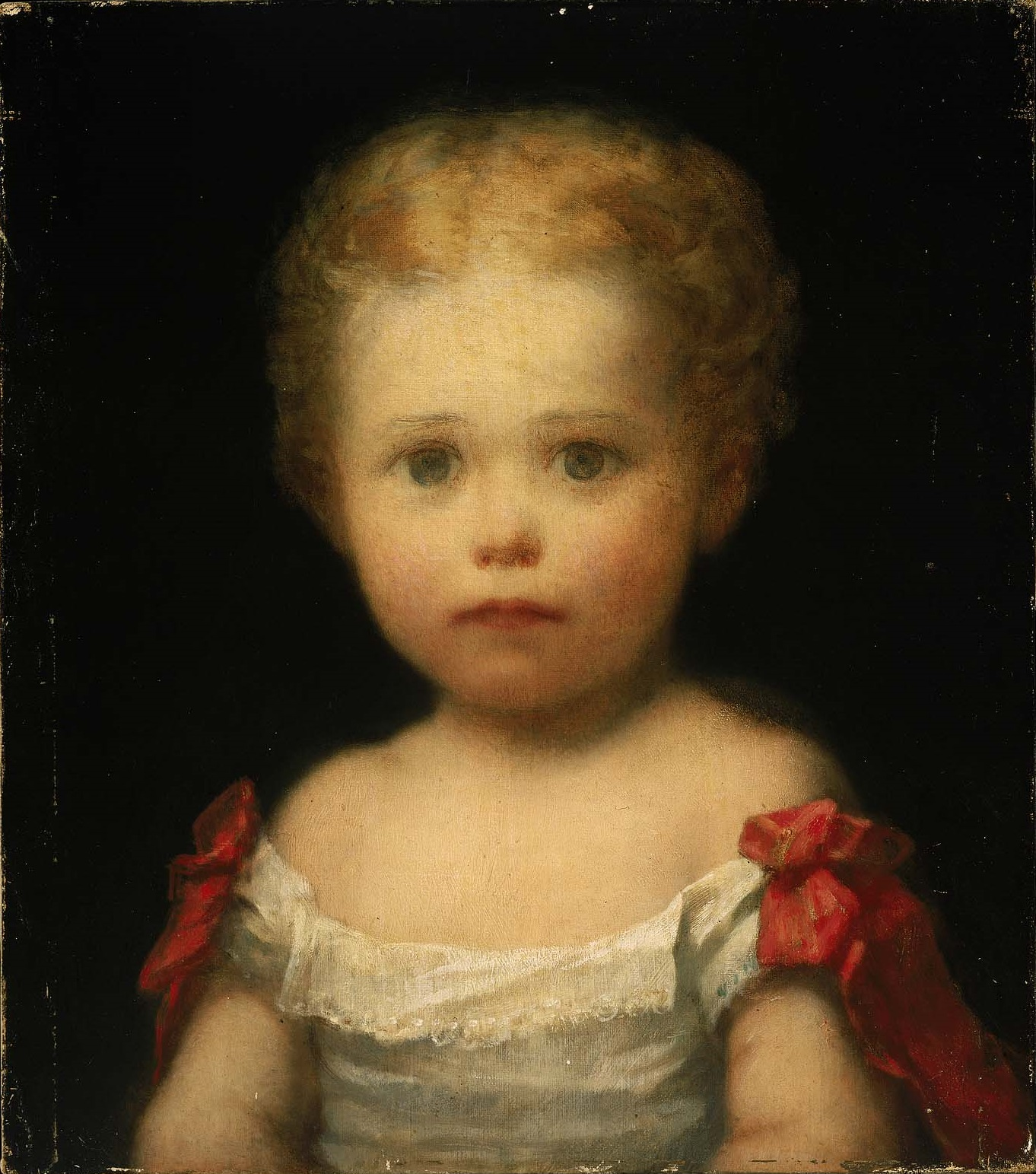
Retrato de Morris Hunt, filho de William Morris Hunt, 1857, Boston Museum of Fine Arts
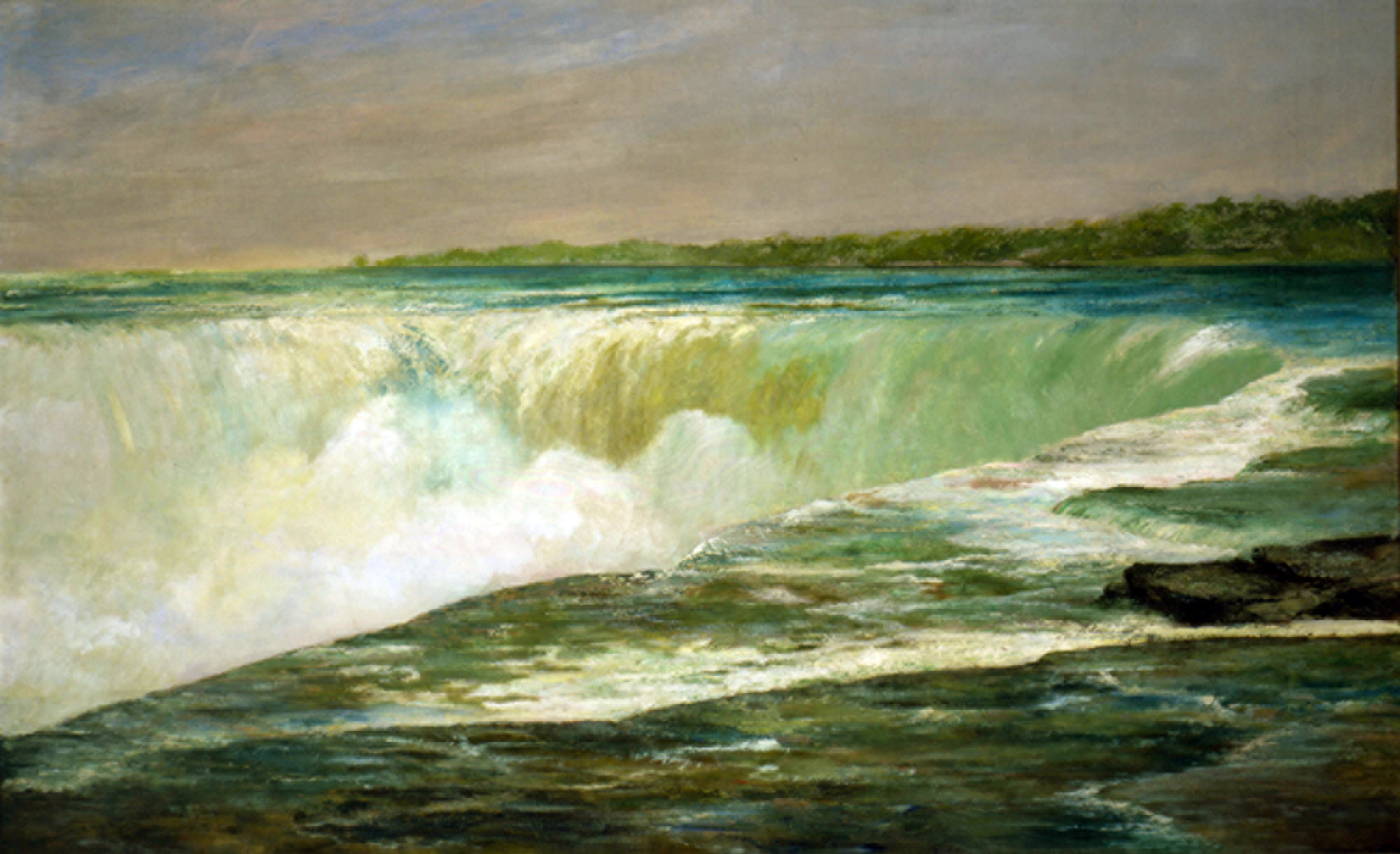
Cataratas do Niágara, 1878, uma de suas últimas pinturas
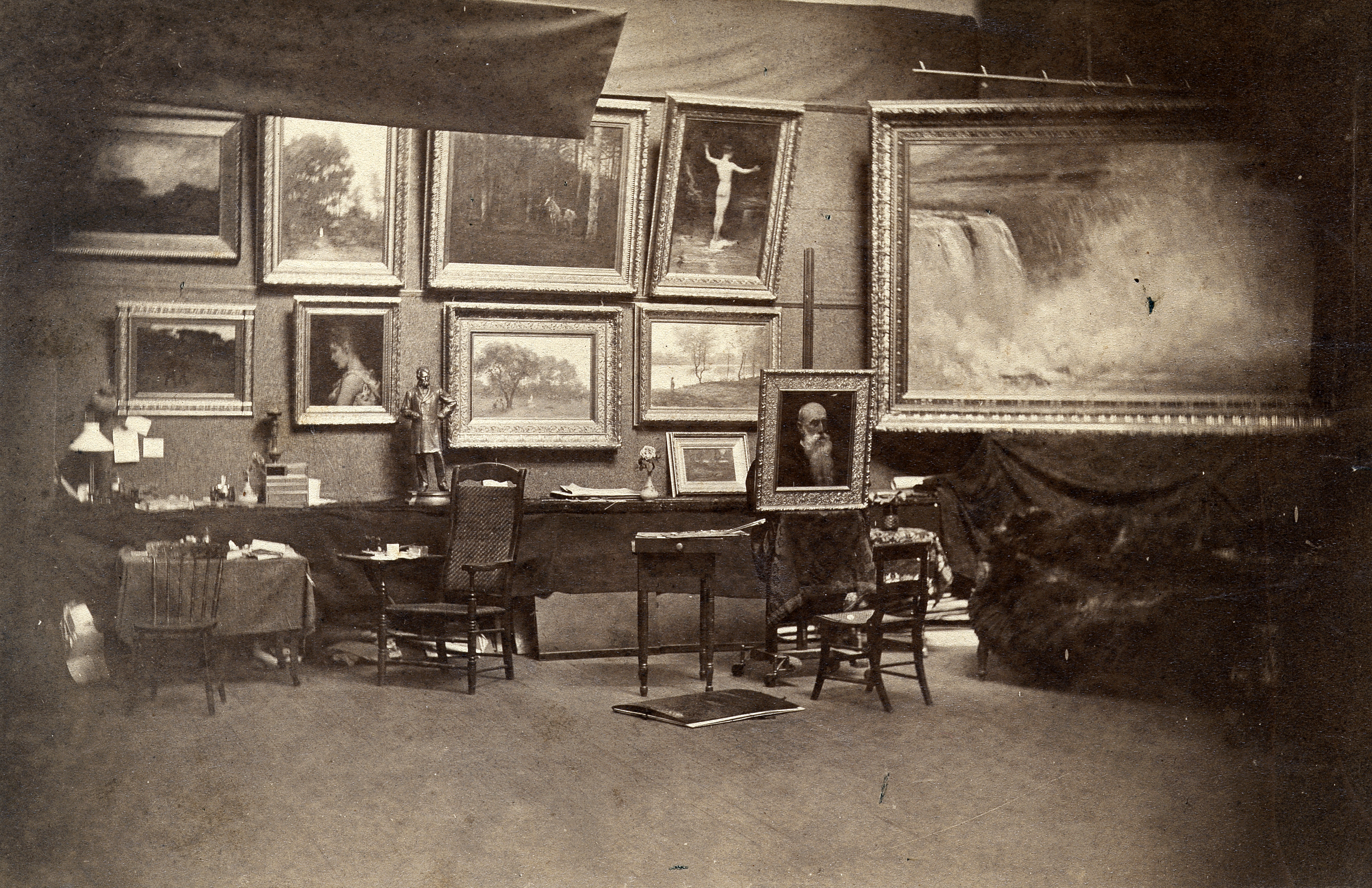
Estúdio de Hunt, 1879
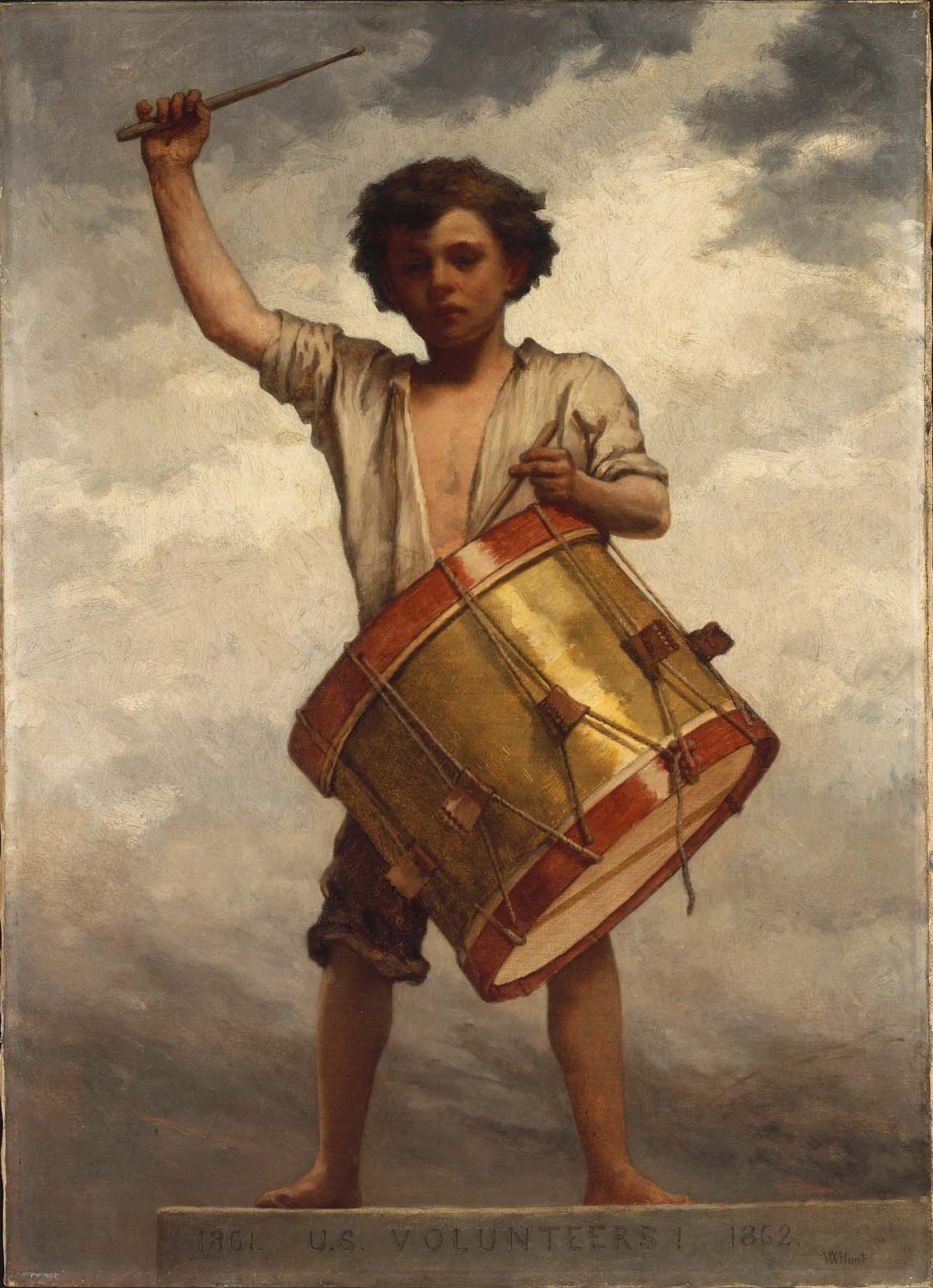
The Drummer Boy, c. 1862, Museum of Fine Arts, Boston
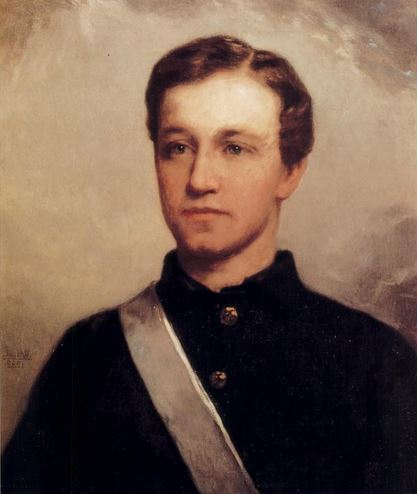
Wheaton Theodore King, 1865
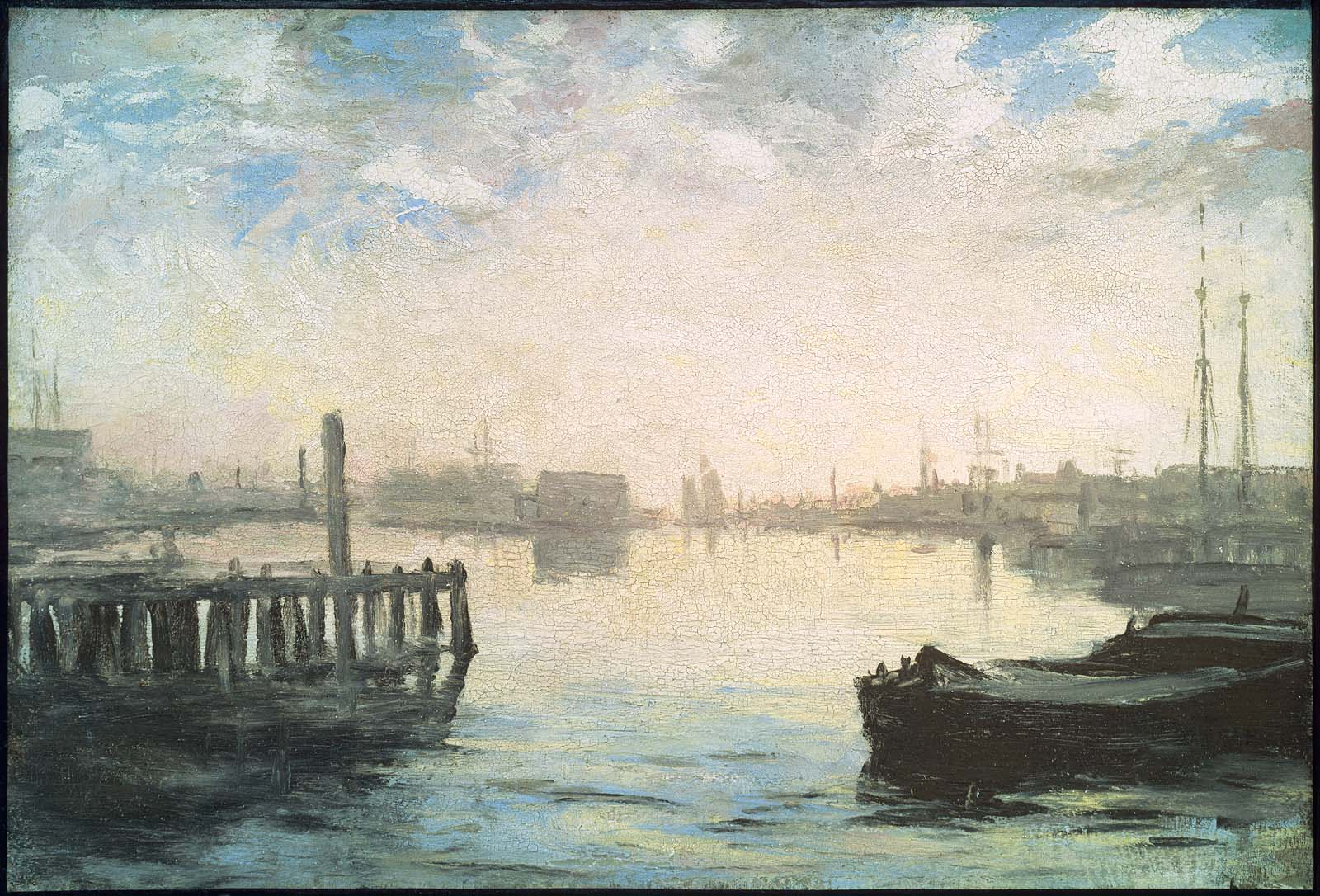
Porto de Gloucester, c. 1877